# The Mass Extermination of Jews in German Occupied Poland
The Mass Extermination of Jews in German Occupied Poland (« L’extermination de masse des Juifs dans la Pologne occupée par les Allemands ») est un livret émis par le gouvernement polonais en exil en 1943 pour diffuser le texte du rapport Raczyński du 10 décembre 1942,. Il s'agit du premier document officiel d'information, auprès du public occidental, sur la Shoah en Pologne sous occupation allemande (c'est-à-dire les territoires polonais annexés par le Troisième Reich et celui du gouvernement général),,.

## Histoire
Le livret contient des rapports et des documents relatifs à la Shoah en Pologne. L'apport le plus important est le rapport Raczyński, envoyé le 10 décembre 1942 aux ministres des Affaires étrangères des 26 gouvernements signataires de la Déclaration des Nations unies,. Se fondant sur les renseignements recueillis par le Bureau des Affaires juives de l'Armia Krajowa, Edward Bernard Raczyński relate les premières exécutions par balles commises par l'occupant allemand ainsi que l'assassinat par gazage à l'encontre des Juifs de Pologne. Selon une information connue à l'époque, dans le cadre de la Grande Action, les Juifs déportés du ghetto de Varsovie étaient convoyés vers Treblinka, Bełżec et Sobibór, que l'État polonais clandestin avait correctement identifiés et décrits comme des centres d'extermination. Raczyński affirme que sur, trois millions de Juifs polonais, un tiers avait déjà été assassiné — nombre qui, en réalité, était sous-estimé.
Le livret est publié en 1943, et ses pages recèlent aussi le texte de la Déclaration interalliée du 17 décembre 1942 et l'extrait d'une déclaration du vice premier ministre Stanisław Mikołajczyk prononcée le 27 novembre 1942. Le document est publié dans l'intention d'attirer l'attention sur la « Solution finale » et de dissuader les Allemands de poursuivre sa mise à exécution.

## Accueil
Bien que le document fournisse d'abondantes informations sur la persécution et l'assassinat des Juifs en Pologne, l'effet sur le public demeure limité car de nombreuses personnes ne vivant pas en Europe sous domination nazie peinent à croire que les Allemands entreprennent l'extermination systématique des Juifs. Jan Karski avait effectué de nombreux déplacements clandestins en Pologne occupée et s'était échappé pour avertir les Alliés ; en 1943, il rencontre  Felix Frankfurter, juge de la cour suprême des États-Unis et par ailleurs juif. Frankfurter déclare qu'il ne pense pas que Karski mente mais qu'il ne peut pas ajouter foi à son témoignage. Toutefois, ce livret a sensibilisé les lecteurs quant à l'assassinat des Juifs et d'autres personnalités politiques dans le monde se sont inquiétées de la situation.
Des auteurs modernes ont cherché à comprendre pourquoi ce rapport n'a pas été émis plus tôt, puisque le gouvernement polonais en exil était informé régulièrement par l'État clandestin, le Union générale des travailleurs juifs (en) et d'autres sources. Emanuel Ringelblum, qui a tenu une chronique du ghetto de Varsovie, a accusé l'État clandestin de refuser de transmettre les informations sur l'assassinat des Juifs ; il estime que l'État clandestin ne s'y est résolu qu'après des demandes répétées de la part des Juifs. Toutefois, la colère de Ringelblum s'est principalement tournée vers le gouvernement en exil, qui n'avait rien dit de l'assassinat des Juifs de Varsovie entre juillet et septembre 1942, malgré des preuves convaincantes. D'après Ignacy Schwarzbart (l'un des deux membres juifs du gouvernement en exil), les Polonais ont craint qu'attirer l'attention sur les souffrances des Juifs ne risque de détourner les Alliés des souffrances subies par les Polonais. Certains historiens ont accepté cet argument ; d'autres estiment que le problème résidait plutôt dans le choc et l'incrédulité que l'information soulèverait ; et d'autres ont adopté une vision de synthèse.
En 2013, un exemplaire du livret est vendu aux enchères à Paris pour un montant de 21 000 euros. En janvier 2021, Bibliothèque et Archives Canada annonce l'acquisition d'un exemplaire du livret et prévoit de le verser à la « collection Jacob-M.-Lowy, qui contient d’autres documents importants sur l’Holocauste ».